# 旧金山联邦大厦
旧金山联邦大厦（San Francisco Federal Building）是一座政府办公大厦，高18层、71.3米（234英尺），位于美国旧金山第7街90号（Mission街转角）。该建筑由Morphosis事务所设计。该建筑于2003年开工，预计在2005年建成，但直到2007年才完成。耗资1.44亿美元。

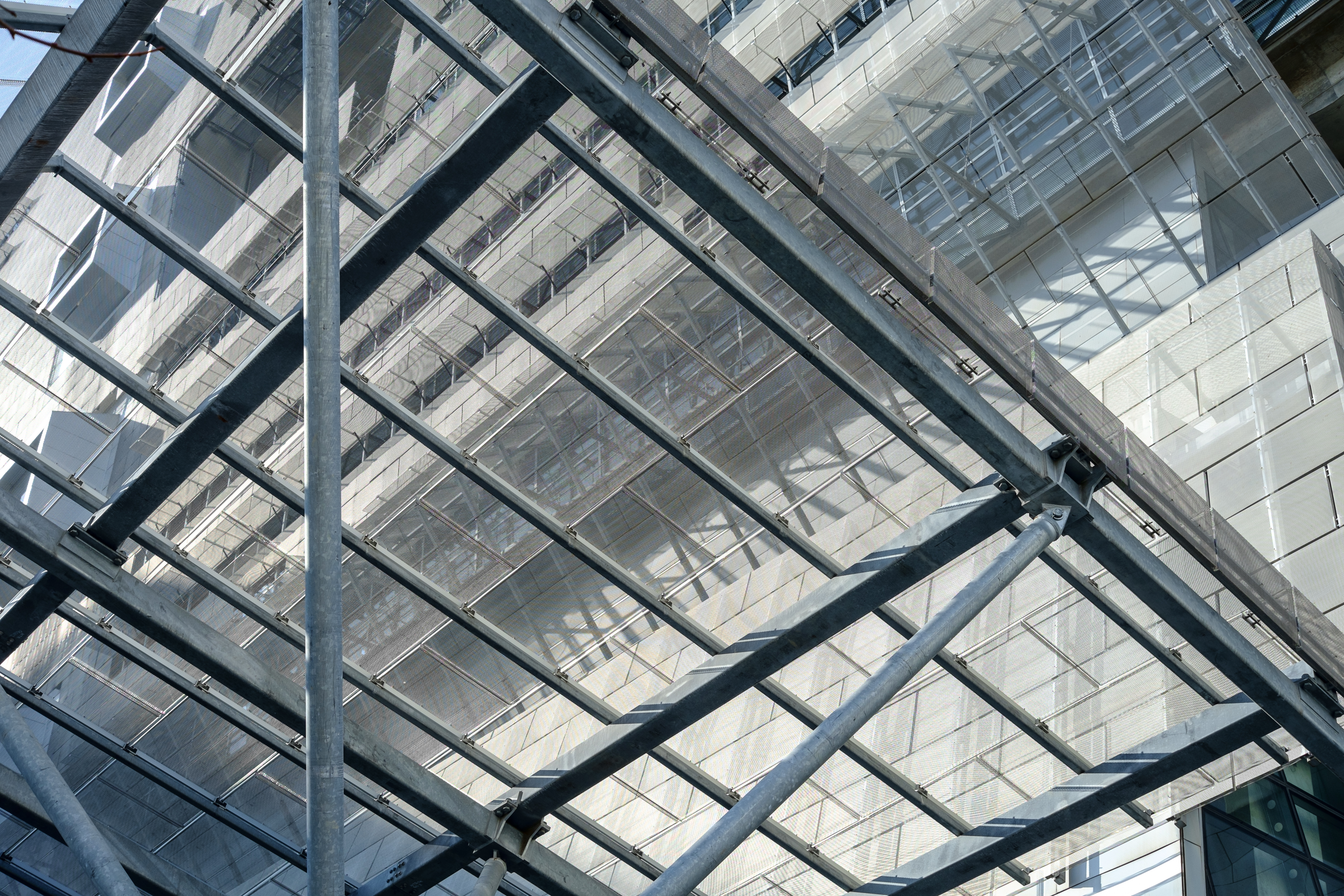